# 周琦 (成化進士)
周琦（1441年—？），字廷玺，别号东溪，广西柳州府马平县人。明代政治人物。柳州八贤之一。

## 生平
天顺六年（1462年），周琦中式廣西鄉試第四十三名舉人，家居读书十九年，从学于薛瑄、阎禹锡。成化十七年（1481年）中式辛丑科會試第一百一名，三甲第一百六十九名進士，后官至南京户部员外郎。

## 著作
其治学严谨笃实，著有《东溪日谈录》、《自斋行要》、《史异》等，但只有《东溪日谈录》留世，有嘉靖十六年（1537）刊本、《四库全书》本。

## 家族
曾祖周仕銘；祖父周慶甫；父周禮，母吳氏。慈侍下。